# 2008年北京オリンピックのマケドニア共和国選手団
2008年北京オリンピックのマケドニア共和国選手団（2008ねんペキンオリンピックのマケドニアきょうわこくせんしゅだん）は、2008年8月8日から8月24日まで開催された2008年北京オリンピックにおけるマケドニア共和国選手団の名簿。選手名及び所属・記録は2008年当時のもの。

## 種目別選手・スタッフ名簿及び成績

### 陸上競技
- レジェプ・セルマン（Redžep Selman、男子三段跳び）
- イヴァナ・ロジュマン（Ivana Rožman、女子100m）

### 競泳
- ミハイロ・リストヴスキ（Mihajlo Ristovski、男子200m自由形）
- エレナ・ポポヴスカ（Elena Popovska、女子100m自由形）

### レスリング
- ムラト・ラマザノフ（Murat Ramazanov、男子フリースタイル60kg級）

### 射撃
- サショ・ネストロフ（Sašo Nestorov、男子エアライフル）

### カヌー
- アタナス・ニコロヴスキ（Atanas Nikolovski、男子カヤックシングルス）